# Scleronema ibirapuita
Scleronema ibirapuita es una especie del género de peces de agua dulce Scleronema, perteneciente a la familia de los trichomictéridos. Habita en ambientes acuáticos subtropicales en el centro-este de Sudamérica.

## Taxonomía
Descripción original
Esta especie fue descrita originalmente en el año 2020 por los ictiólogos Juliano Ferrer y Luiz Roberto Malabarba.
Localidad tipo
La localidad tipo referida es: “Santana do Livramento, en las coordenadas 30°33′29″S 55°31′03″O / -30.55806, -55.51750, río Ibirapuitã Chico, afluente del río Ibirapuitã, cuenca del río Ibicuí, hoya del río Uruguay medio, estado de Río Grande del Sur, Brasil”.
Holotipo
El ejemplar holotipo designado es el catalogado como: MCN 19470, el cual midió 39,5 mm de longitud estándar. Fue capturado el 28 de agosto de 2012 por C. L. Castilho, M. A. Azevedo y V. A. Bertaco. Fue depositado en la colección de ictiología del Museo de Ciencias Naturales (MCN), Fundación Zoobotánica de Río Grande del Sur, ubicada en la ciudad gaúcha de Porto Alegre, Brasil.
Etimología
Etimológicamente, el término genérico Scleronema se construye con dos palabras del idioma griego, en donde: skleros significa 'duro' y nema es 'filamento'. El epíteto específico ibirapuita es un sustantivo en aposición que hace referencia a la unidad de conservación denominada: “área de protección ambiental Ibirapuitã”, la cual constituye su localidad tipo.
Relaciones filogenéticas y características
Dentro del género Scleronema, S. ibirapuita pertenece al grupo de especies Scleronema minutum.
Scleronema ibirapuita guarda semejanza con S. milonga y S. minutum, pero difiere en que en estas está presente el poro s6 del canal frontal del sistema posterior (ausente en S. ibirapuita). Posee una longitud estándar de entre 19,4 y 42,5 mm.

## Distribución y hábitat
Scleronema ibirapuita se distribuye en las porción porciones baja y media de la cuenca del río Uruguay, el cual es parte de la cuenca del Plata, cuyas aguas se vuelcan en el océano Atlántico Sudoccidental por intermedio del Río de la Plata. En el sur de Brasil fue colectado en la cuenca del río Ibirapuitã, un afluente por la margen izquierda del río Ibicuí, en el estado de Río Grande del Sur. En Uruguay fue encontrado en el río Arapey.
Habita en lechos de arena o grava de ríos y arroyos. Se alimenta de insectos acuáticos inmaduros y restos vegetales.
Ecorregionalmente, Scleronema ibirapuita es privativa de la ecorregión de agua dulce Uruguay inferior.

## Conservación
Los autores recomendaron que, según los lineamientos para discernir el estatus de conservación de los taxones —los que fueron estipulados por la organización internacional dedicada a la conservación de los recursos naturales Unión Internacional para la Conservación de la Naturaleza (IUCN)—, en la obra Lista Roja de Especies Amenazadas Scleronema ibirapuita sea clasificada como una “especie bajo preocupación menor” (LC), al no haberse podido detectar amenazas específicas y haber sido colectada en una unidad de conservación.